# Maurice Destenay
Maurice Jean Léon Destenay (* 18. Februar 1900 in Tilleur, Provinz Lüttich, Belgien; † 1. September 1973 in Lüttich) war ein belgischer Politiker der Liberalen Partei und Herausgeber.

## Biografie
Nach dem Studium war er als Lehrer tätig und später Gründer und Herausgeber der liberalen Monatszeitschrift Action Libérale.
Seine politische Laufbahn begann er als liberaler Kandidat 1949 mit der Wahl zum Mitglied der Abgeordnetenkammer, in der er bis 1965 das Arrondissement Lüttich vertrat. Zugleich wurde er 1954 als Nachfolger von Henri Liebaert Vorsitzender der Liberalen Partei. Auf diesem Posten folgte ihm 1958 Roger Motz.
Nach einer Tätigkeit als Schöffe war er zuletzt von 1963 bis zu seinem Tod Bürgermeister von Lüttich.
Für seine politische Verdienste wurde Maurice Destenay am 12. Juli 1966 mit dem Ehrentitel Staatsminister gewürdigt.
| Personendaten    | Personendaten                     |
| ---------------- | --------------------------------- |
| NAME             | Destenay, Maurice                 |
| ALTERNATIVNAMEN  | Destenay, Maurice Jean Léon       |
| KURZBESCHREIBUNG | belgischer Politiker              |
| GEBURTSDATUM     | 18. Februar 1900                  |
| GEBURTSORT       | Tilleur, Provinz Lüttich, Belgien |
| STERBEDATUM      | 1. September 1973                 |
| STERBEORT        | Lüttich, Provinz Lüttich, Belgien |